# Жолд
Жолд — в Молдовському князівстві державний податок на утримання найманих військ.
Жолдунари виконували збір жолду, це було державним податком на утримання найманих військ та на інші потреби армії.